# Niederkassel (Düsseldorf)
Niederkassel bildet zusammen mit Oberkassel, Heerdt und Lörick den Stadtbezirk 4 von Düsseldorf, der im Wesentlichen der ehemaligen Bürgermeisterei Heerdt entspricht, die im 9. Jahrhundert erstmals urkundlich erwähnt wurde. 1909 wurde Heerdt, und damit auch Niederkassel, nach Düsseldorf eingemeindet.

## Lage
Niederkassel gehört seit der Eingemeindung zu Düsseldorf 1909 zu den vier linksrheinischen Düsseldorfer Stadtteilen. Der Stadtteil grenzt in der Mitte des Rheins im Osten an den Stadtteil Golzheim, mit dem seit 1957 eine Verbindung über die Theodor-Heuss-Brücke besteht. Im Süden besteht im Straßengeflecht ein nahtloser Übergang zum Nachbarstadtteil Oberkassel, im Westen grenzt Niederkassel ebenfalls an Oberkassel sowie über den Büropark Seestern an Lörick. Im Norden grenzt ebenfalls der Stadtteil Lörick an Niederkassel, jedoch ohne durchgehende Bebauung. Die Stadtteilgrenze verläuft in der Nähe des Freibades Lörick.

## Beschreibung

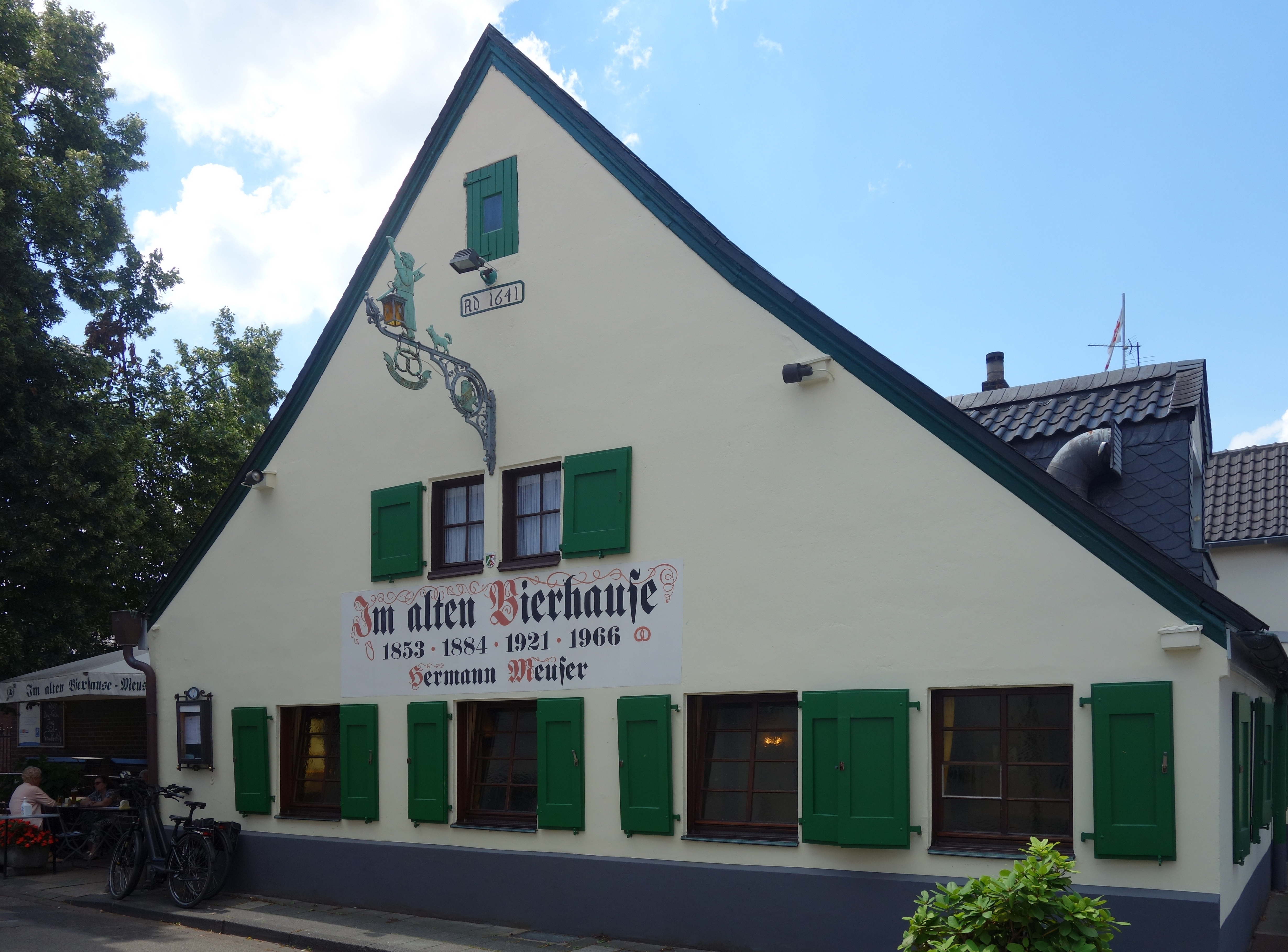
Alt-Niederkassel, historische Gaststätte Meuser, Alt-Niederkassel 75

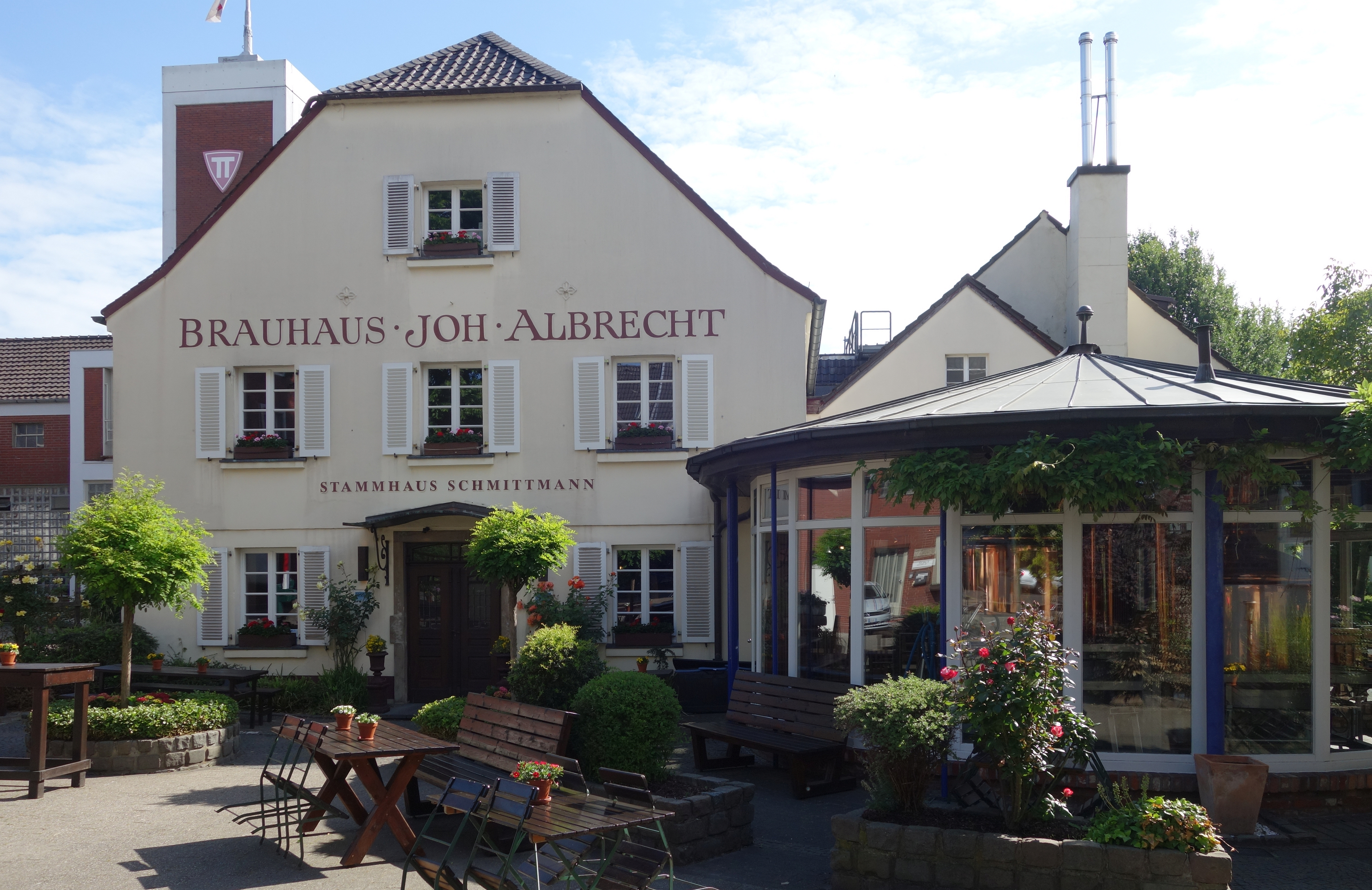
Brauhaus Joh. Albrecht

Aus dem bäuerlichen Straßendorf Niederkassel hat sich ein heterogener Stadtteil für gehobene Wohnansprüche entwickelt. Entlang der Straße Alt-Niederkassel befinden sich noch zahlreiche alte Hofanlagen und Wohnhäuser, die mitunter denkmalgerecht restauriert worden sind. Entlang der Rheinauen zieht sich der Kaiser-Friedrich-Ring, der überwiegend mit Ein- und Zweifamilienhäusern bebaut ist. Hier stehen auch vereinzelt große Stadtvillen. Es handelt sich um eine der besten Adressen der Landeshauptstadt. Ansonsten ist Niederkassel mit überwiegend mittelgroßen Wohnanlagen bebaut, die sich in einem durchgrünten Umfeld befinden.
Die historische Gaststätte Meuser gehört zu den ältesten Gebäuden in Niederkassel. Aus der Zeit des Dreißigjährigen Krieges stammen auch nach etlichen Um- und Ausbauten noch immer Teile des vorderen Hauses. Franz-Wilhelm Meuser (* um 1829) aus Büderich erwarb das Haus Anfang der 1850er Jahre samt Stallungen, Brauerei, Malzküche, Brunnen, Kegelbahn und Obstgarten. Seit 1853 gehört das „Im alten Bierhause – 1853 1884 1921 1966 – Hermann Meuser“ der Familie Meuser nun in fünfter Generation.
1767 erwarb Johann Wilhelm Maurenbrecher (1742–1784) den Wormshof in Niederkassel bei Düsseldorf und baute ihn als Poststation aus. 1860 verkaufte die Familie das inzwischen „Maurenbrecher Hof“ genannte Anwesen an die in Niederkassel ansässige Kornbrennerei Schmittmann.
Seit 1887 wird am Karnevalssonntag das Niederkasseler Tonnenrennen ausgetragen. Dabei müssen Fässer in einer „Schörskar“, wie die Wagen auf Platt heißen, schnellstmöglich ins Ziel gebracht werden.

## Infrastruktur, Schulen, Freizeiteinrichtungen

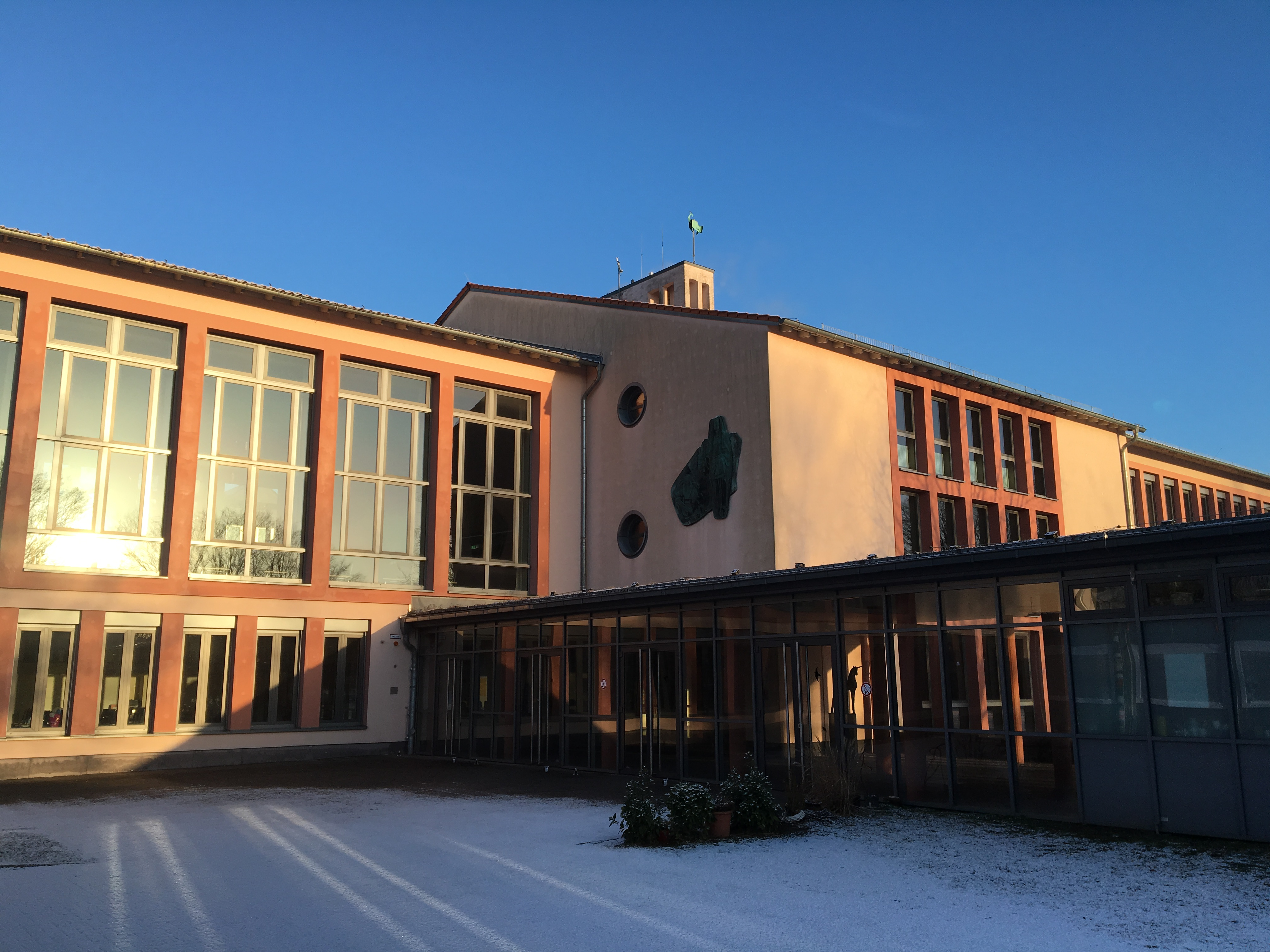
Cecilien-Gymnasium

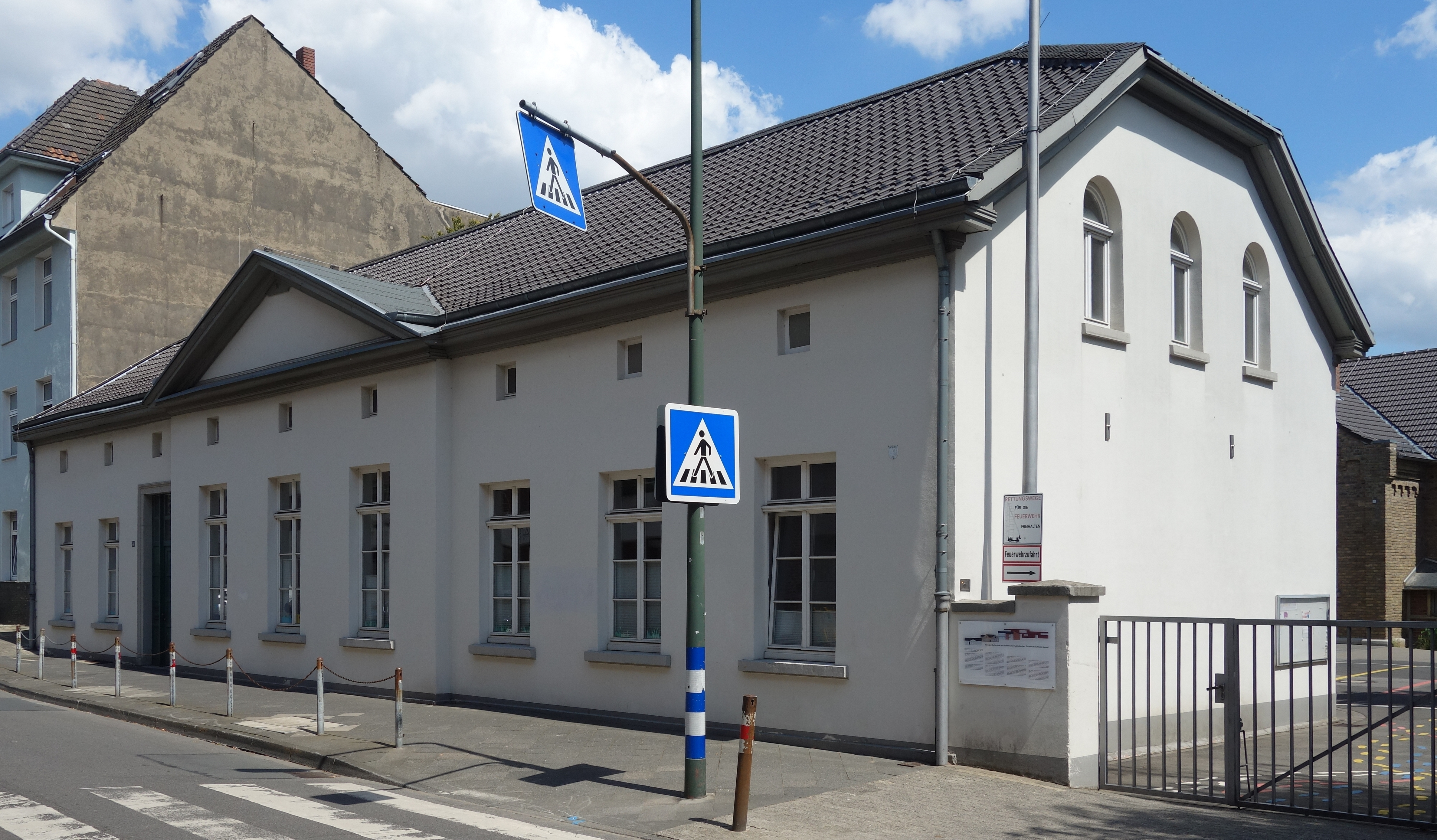
Katholische Grundschule

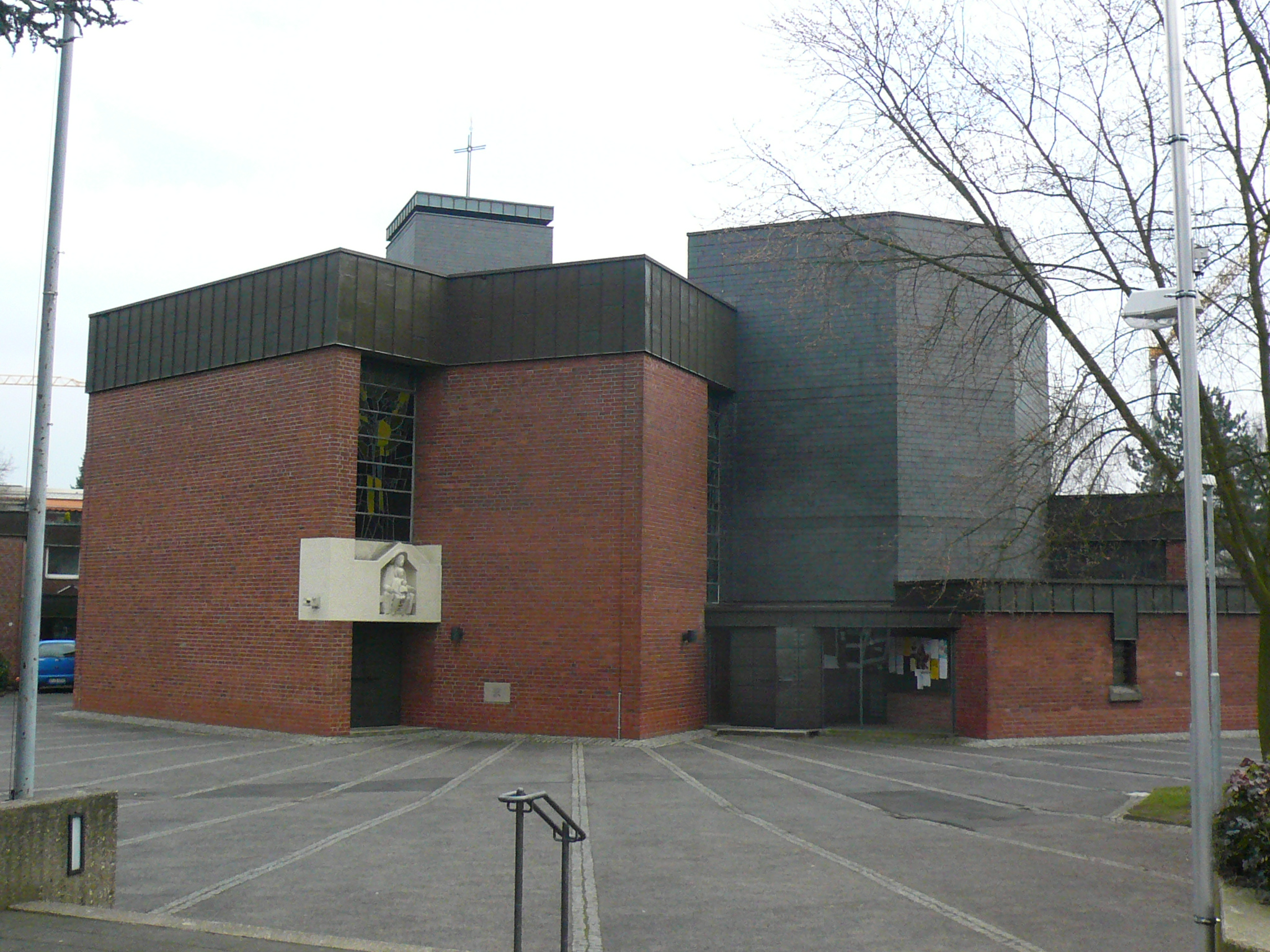
Ehemalige St.-Anna-Kirche

Niederkassel besitzt mit dem Cecilien-Gymnasium und der Städtischen Carl-Benz-Realschule zwei weiterführende Schulen, unweit der Stadtteilgrenze befindet sich im Nachbarstadtteil Oberkassel mit dem Comenius-Gymnasium eine weitere weiterführende Schule. An der Niederkasseler Straße liegt die Städtische Katholische Grundschule Niederkassel. Die an der Stadtteilgrenze knapp noch auf dem Gebiet des Nachbarstadtteils Oberkassel gelegene Hauptschule, die Maximilian-Kolbe-Schule im alten Gebäude des Comenius-Gymnasiums, wurde Ende der 1990er Jahre geschlossen.
In unmittelbarer Nähe zu Gymnasium und Realschule befindet sich auf Niederkasseler Gebiet die Bezirkssportanlage Oberkassel. Von den 1960er bis in die 2010er Jahre gab es an der Lütticher Straße an der Grenze zu Oberkassel das Gartenhallenbad Oberkassel. Dieses wurde aufgrund großen Sanierungsbedarfes geschlossen, stand viele Jahre leer und wurde mittlerweile abgerissen und durch ein neues Schwimmbad an der Grenze zwischen den Stadtteilen Oberkassel und Heerdt ersetzt. Pläne, auf dem Gelände Wohnbebauung zu errichten, sind mit Stand 2022 bisher nicht verwirklicht worden. Knapp jenseits der nördlichen Stadtteilgrenze liegt in unmittelbarer Rheinnähe das Freibad Lörick.
An der Ecke Niederkasseler Straße und Kanalstraße befand sich die 1967/68 erbaute katholische St.-Anna-Kirche, deren Vorgängerbau 1969 nach dem Bezug der neuen Kirche abgebrochen wurde. Der letzte Gottesdienst im modernen Kirchengebäude fand 2016 statt. Im März 2021 wurde die Kirche zugunsten von Wohnbebauung abgerissen.
Ebenfalls knapp auf Oberkassler Gebiet liegt an der Quirinstraße unmittelbar an der Stadtteilgrenze die einzige linksrheinische Feuer- und Rettungswache.
Im Deichvorland des Rheins östlich des Kaiser-Friedrich-Rings und südlich der Theodor-Heuss-Brücke befindet sich seit Jahrzehnten eine Kleingartenanlage. Ein ehemaliger Abenteuerspielplatz an der Lütticher Straße in der Nähe des Verkehrsverteilers zur Schnellstraße wurde in den 1980er Jahren durch Wohnbebauung ersetzt.

## Verkehrsanbindung
Das alte Niederkassel wird nur von kleineren Straßen gebildet bzw. durchzogen. Wichtigste Straße in diesem Zusammenhang ist die Niederkasseler Straße, die nach Süden nahtlos als Oberkasseler Straße in den gleichnamigen Nachbarstadtteil führt, im Norden früher als Lotharstraße in den Stadtteil bzw. das frühere Nachbardorf (Alt-)Lörick. Seit dem Bau der Lütticher Straße, die an der Stadtteilgrenze im Westen heute die innerstädtische Hauptverkehrsstraße und gleichzeitig die Stadtteilgrenze bildet, ist die Lotharstraße nach Norden für den Autoverkehr nach Lörick abgebunden. Durchzogen ist Niederkassel durch die als Schnellstraße ausgebaute Bundesstraße 7, die als Verlängerung der Bundesautobahn 52 von Westen zur Theodor-Heuss-Brücke führt und einen Großteil des von Westen nach Düsseldorf führenden Autoverkehrs aufnimmt. Diese verläuft unweit des historischen Ortskerns, nördlich dieser Linie hat sich seit den 1970er Jahren entlang der Lotharstraße ein gutbürgerliches bis wohlhabendes Neubauviertel zwischen Lütticher Straße und dem Rheindeich entwickelt. Von Oberkassel kommend bildet den Abschluss zum Rhein hin der Kaiser-Friedrich-Ring, der an der Theodor-Heuss-Brücke endet.
Neben einer kleinen Ortsbuslinie, die den Kern des alten Niederkassel mit den Nachbarstadtteilen verbindet, findet der öffentliche Personennahverkehr wesentlich über die am Westrand des Stadtteils gelegene Lütticher Straße sowie eine an der Brückenrampe der Theodor-Heuss-Brücke gelegene Haltestelle mit mehreren Buslinien der Rheinbahn statt. Eine Stadtbahnanbindung hat Niederkassel nur mittelbar, nächstgelegen über den von der Lütticher Straße nicht weit entfernten Belsenplatz in Oberkassel, ebenso über die zu Oberkassel gehörenden Stadtbahnhaltestellen entlang der Luegallee und der Haltestelle Comenius-Gymnasium an der Hansaallee. Abgesehen von der Bundesstraße 7 findet in Niederkassel weitgehend nur Innerortsverkehr statt.

## Japaner

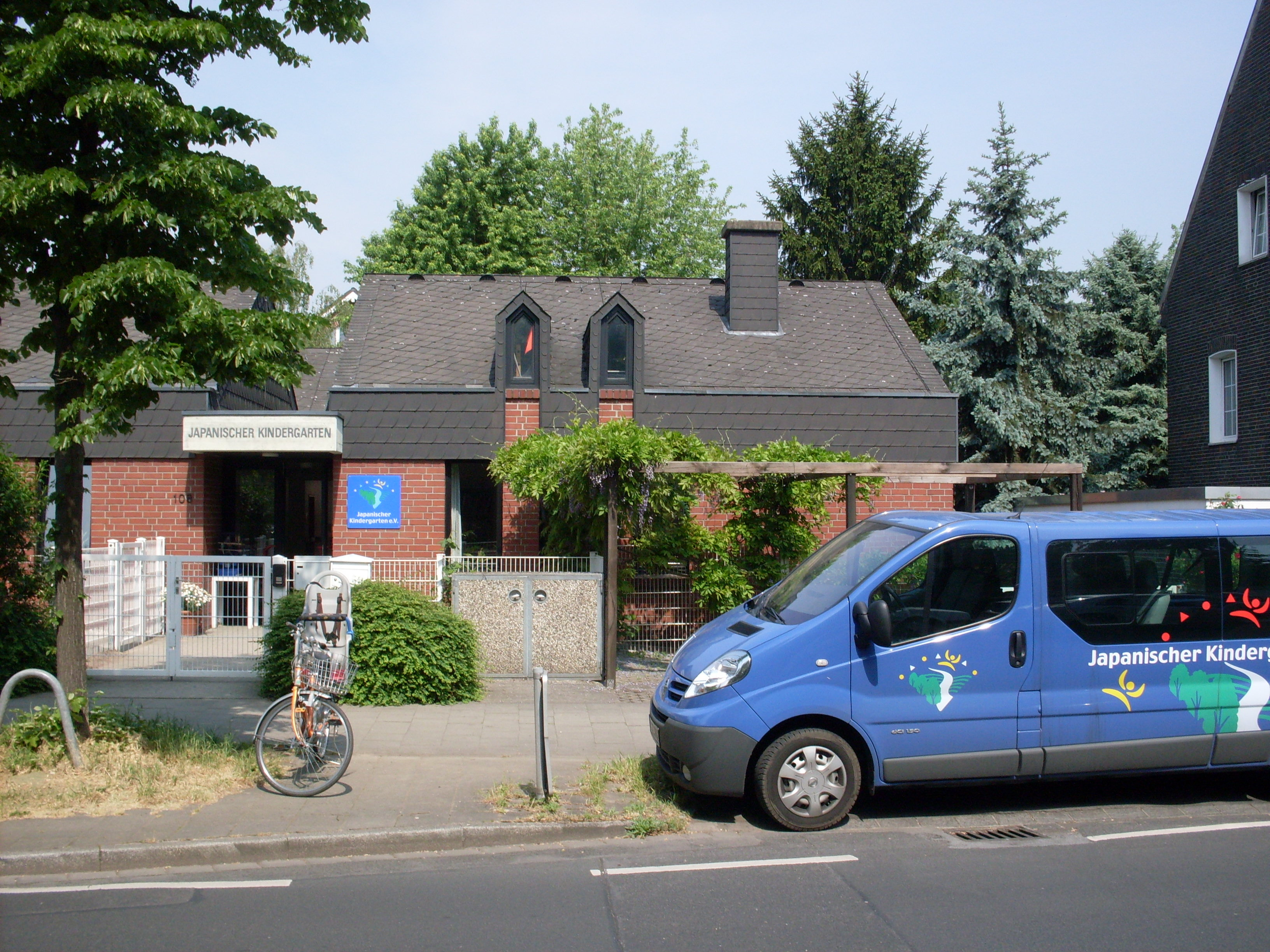
Einer von zwei japanischen Kindergärten in Niederkassel

In den 1970er Jahren entdeckten die Japaner das linksrheinische Düsseldorf, insbesondere Niederkassel, für sich als Wohnort. Am Niederkasseler Kirchweg bauten sie 1973 eine japanische Schule und in der Nähe 1993 ein Kulturzentrum, das Eko-Haus, das den einzigen buddhistischen Tempel der Shinlehre Europas und ein traditionelles japanisches Teehaus beherbergt. Weiterhin gibt es in Niederkassel zwei japanische Kindergärten.
Mit einem jährlichen Durchschnittseinkommen von 84.639 Euro gehört Niederkassel zu den reichsten Stadtteilen Düsseldorfs (Stand 31. Dezember 2007).